# Správní obvod obce s rozšířenou působností Opava
Správní obvod obce s rozšířenou působností Opava je jedním ze čtyř správních obvodů rozšířené působnosti obcí v okrese Opava v Moravskoslezském kraji. Správní obvod zahrnuje města Hradec nad Moravicí a Opava, městys Litultovice a dalších 38 obcí.
Město Opava je zároveň obcí s pověřeným obecním úřadem. Správní obvod obce s rozšířenou působností Opava se kryje se správním obvodem pověřeného obecního úřadu Opava.

## Seznam obcí
Poznámka: Města jsou vyznačena tučně, městyse kurzívou.
- Branka u Opavy
- Bratříkovice
- Brumovice
- Budišovice
- Dolní Životice
- Háj ve Slezsku
- Hlavnice
- Hlubočec
- Hněvošice
- Holasovice
- Hrabyně
- Hradec nad Moravicí
- Chlebičov
- Chvalíkovice
- Jakartovice
- Jezdkovice
- Kyjovice
- Lhotka u Litultovic
- Litultovice
- Mikolajice
- Mladecko
- Mokré Lazce
- Neplachovice
- Nové Sedlice
- Oldřišov
- Opava
- Otice
- Pustá Polom
- Raduň
- Skřipov
- Slavkov
- Služovice
- Sosnová
- Stěbořice
- Štáblovice
- Štítina
- Těškovice
- Uhlířov
- Velké Heraltice
- Velké Hoštice
- Vršovice

## Obyvatelstvo
| Rok  | Obyv.  | ± %     |
| ---- | ------ | ------- |
| 1869 | 64 810 | —       |
| 1880 | 71 783 | +10,8 % |
| 1890 | 75 951 | +5,8 %  |
| 1900 | 82 826 | +9,1 %  |
| 1910 | 89 453 | +8 %    |

| Rok  | Obyv.  | ± %     |
| ---- | ------ | ------- |
| 1921 | 91 060 | +1,8 %  |
| 1930 | 98 257 | +7,9 %  |
| 1950 | 76 198 | −22,5 % |
| 1961 | 87 830 | +15,3 % |
| 1970 | 91 282 | +3,9 %  |

| Rok  | Obyv.   | ± %    |
| ---- | ------- | ------ |
| 1980 | 98 888  | +8,3 % |
| 1991 | 103 012 | +4,2 % |
| 2001 | 103 101 | +0,1 % |
| 2011 | 101 046 | −2 %   |
| 2021 | 98 510  | −2,5 % |

## Mikroregiony
Na území SO ORP Opava působí mikroregiony Mikroregion Opavsko - severozápad, Mikroregion Matice Slezská, Mikroregion Hvozdnice, Venkovský mikroregion Moravice a Sdružení obcí Bílovecka.

## Místní akční skupiny
Na území SO ORP Opava působí MAS Opavsko.

## Euroregiony
Na území SO ORP Opava působí Euroregion Silesia.